# Pediobius viggianii
Pediobius viggianii är en stekelart som beskrevs av Muhammad Sharif Khan 1996. Pediobius viggianii ingår i släktet Pediobius och familjen finglanssteklar. Inga underarter finns listade i Catalogue of Life.